# 古德爾河
9°55′N 37°56′E / 9.917°N 37.933°E

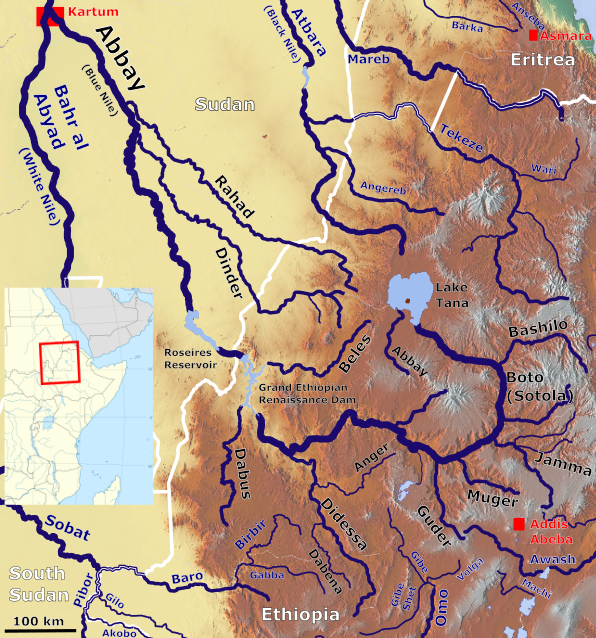

古德爾河是埃塞俄比亞的河流，位於該國中部，處於奧羅米亞州，屬於青尼羅河的左支流，距離首都亞的斯亞貝巴80公里，河道全長148公里，流域面積7,011平方公里。